# محمد پنجعلی
سید محمد پنجعلی (متولد آذر ۱۳۳۴ در تهران) بازیکن سابق و مربی فوتبال اهل ایران است. او یکی از بهترین مدافعان تاریخ فوتبال ایران است.
او برای باشگاه‌های برق تهران، فتح تهران، الاتحاد قطر، پرسپولیس و تیم ملی فوتبال ایران بازی کرده‌ است.
او جزو ۱۴ نفری بود که در سال ۱۳۶۵ و هنگام بازی‌های آسیایی ۱۹۸۶ در اعتراض به کادر فنی تیم ملی، از این تیم استعفا داد. پس از این استعفا او شش ماه از حضور در میدان‌ها محروم شد. او در آبان ماه ۱۳۶۸ با دعوت علی پروین به تیم ملی برگشت و با تیم ملی ایران قهرمان آسیا در بازی‌های آسیایی ۱۹۹۰ پکن شد.
وی ۴۵ بازی ملی در کارنامه دارد.
او پس از حوادث شهرآورد سی و هشتم تهران در دی ماه سال ۱۳۷۳ یک سال محروم شد.